# Elisabetta Balia
Elisabetta Balia (Nuoro, 8 settembre 1979) è un'attrice italiana.

## Biografia
Nel 2002 Piero Sanna, allievo e collaboratore di Ermanno Olmi, la sceglie per la parte di protagonista femminile del film — poi vincitore di vari premi — La destinazione (2003), drammatico ritratto della sua Sardegna. 
Nel 2004  interpreta il ruolo di Emanuela Loi, prima donna poliziotto a far parte di una scorta, tragicamente assassinata nel 1992 nella strage di via d'Amelio, nella miniserie tv Paolo Borsellino, diretta da Gianluca Maria Tavarelli.

## Filmografia
- La destinazione, regia di Piero Sanna (2003)
- Paolo Borsellino, regia di Gianluca Maria Tavarelli – miniserie TV (2004)